# Nati nel 1949/Luglio
| Questa pagina contiene informazioni ricavate automaticamente dalle voci biografiche con l'ausilio del template Bio e di un bot. L'aggiornamento è periodico e automatico e ricostruisce completamente la pagina. Se manca una persona in questa lista, sei pregato di non aggiungerla, ma accertati piuttosto che la sua voce biografica contenga il template Bio e che i dati anagrafici siano correttamente compilati. Se il template Bio manca, inseriscilo tu stesso o, in alternativa, metti l'avviso {{tmp\|Bio}} che ne segnala la mancanza. Se i dati riportati sono sbagliati, correggi direttamente la voce biografica; le modifiche saranno visibili in questa lista entro pochi giorni. Per chiarimenti vedi il progetto biografie. La lista contiene solo le 240 persone che sono citate nell'enciclopedia e per le quali è stato implementato correttamente il template Bio. Pagina aggiornata al 18 ago 2025. |

- 1º luglio - Roberto Bacci, regista teatrale italiano
- 1º luglio - John Farnham, cantante australiano
- 1º luglio - Fuad Hussein, politico iracheno
- 1º luglio - Denis Johnson, scrittore statunitense († 2017)
- 1º luglio - Zoe Leader, doppiatrice statunitense († 2015)
- 1º luglio - Gabriel Pontello, ex attore pornografico, produttore cinematografico e regista francese
- 1º luglio - Viola Valentino, cantante, attrice e ex modella italiana
- 1º luglio - Šalva Čigirinskij, imprenditore russo
- 2 luglio - Emanuele Basile, militare italiano († 1980)
- 2 luglio - Gianfranco Bellotto, ex calciatore e allenatore di calcio italiano
- 2 luglio - Abderrahmane Benkhalfa, politico, funzionario e banchiere algerino († 2021)
- 2 luglio - Roy Bittan, musicista e compositore statunitense
- 2 luglio - Greg Brown, cantautore statunitense
- 2 luglio - Antonina Dedoni, politica italiana
- 2 luglio - Bernard-Pierre Donnadieu, attore francese († 2010)
- 2 luglio - Marcella Emiliani, saggista e storica italiana († 2024)
- 2 luglio - Craig Shaw Gardner, scrittore statunitense
- 2 luglio - Curtis Rowe, ex cestista statunitense
- 2 luglio - Nancy Stephens, attrice statunitense
- 2 luglio - Wally Ziaja, ex calciatore statunitense
- 3 luglio - Bo Xilai, ex politico cinese
- 3 luglio - Luigi Borrelli, politico italiano
- 3 luglio - Chantal Cauquil, politica francese
- 3 luglio - Mircea Chelaru, generale, politico e saggista rumeno
- 3 luglio - Elizabeth Edwards, avvocato e politica statunitense († 2010)
- 3 luglio - Jeff Halliburton, ex cestista statunitense
- 3 luglio - Masato Harada, regista e attore giapponese
- 3 luglio - Collis Jones, ex cestista statunitense
- 3 luglio - Viktor Kolotov, allenatore di calcio e calciatore sovietico († 2000)
- 3 luglio - Viktar Kuprėjčyk, scacchista bielorusso († 2017)
- 3 luglio - Aleksandr Sal'nikov, cestista sovietico († 2017)
- 4 luglio - Roberto Borroni, politico e giornalista italiano
- 4 luglio - Jean-Pierre Dirick, fumettista francese
- 4 luglio - Marina Donato, produttrice televisiva e autrice televisiva italiana († 2025)
- 4 luglio - Slavenka Drakulić, scrittrice e giornalista croata
- 4 luglio - Bob Giltinan, ex tennista australiano
- 4 luglio - Alain Glavieux, ingegnere francese († 2004)
- 4 luglio - Alex Miller, allenatore di calcio e ex calciatore scozzese
- 4 luglio - Åsmund Sandland, ex calciatore norvegese
- 4 luglio - Horst Seehofer, politico tedesco
- 5 luglio - Miguel Ángel Adorno, ex calciatore argentino
- 5 luglio - Mohamed Ali Akid, calciatore tunisino († 1979)
- 5 luglio - Abhay Ashtekar, fisico indiano
- 5 luglio - Paruyr Hayrikyan, politico, scrittore e compositore armeno
- 5 luglio - Atanas Mihajlov, calciatore bulgaro († 2006)
- 5 luglio - Sepp Schauer, attore tedesco
- 5 luglio - Tyrone Simmons, ex schermidore statunitense
- 6 luglio - Fatima Ahmed, scrittrice somala
- 6 luglio - Ferdinando Donati, allenatore di calcio e calciatore italiano († 2014)
- 6 luglio - Giampaolo Ganzer, generale italiano
- 6 luglio - Phyllis Hyman, cantautrice statunitense († 1995)
- 6 luglio - Michael Shrieve, batterista, percussionista e compositore statunitense
- 6 luglio - Noli de Castro, giornalista e politico filippino
- 7 luglio - Hamid Reza Chitgar, politico e ingegnere iraniano († 1987)
- 7 luglio - Shelley Duvall, attrice e produttrice televisiva statunitense († 2024)
- 7 luglio - Gino e Michele, umorista, cabarettista e commediografo italiano
- 7 luglio - Mimmo Locasciulli, cantautore italiano
- 7 luglio - Ester Milocco, ex cestista italiana
- 7 luglio - Ellen Mirojnick, costumista statunitense
- 7 luglio - Franklyn Nubuasah, arcivescovo cattolico ghanese
- 7 luglio - Ettore Pietro Pirovano, politico italiano
- 7 luglio - Magdolna Szabics, cestista ungherese († 2014)
- 7 luglio - Suthep Thaugsuban, politico e attivista thailandese
- 8 luglio - Massimo Mario Augello, economista italiano
- 8 luglio - Adriano Ciocca Vasino, vescovo cattolico e missionario italiano
- 8 luglio - Alessandro Gennari, psicologo e scrittore italiano († 2000)
- 8 luglio - Christina Heinich, ex velocista tedesca
- 8 luglio - Jaroslav Jurka, ex schermidore cecoslovacco
- 8 luglio - Marko Kavčič, ex sciatore alpino sloveno
- 8 luglio - Wolfgang Puck, cuoco austriaco
- 9 luglio - Raoul Cédras, generale haitiano
- 9 luglio - Roz Kaveney, scrittrice, poetessa e critica letteraria britannica
- 10 luglio - Felice Belisario, politico italiano
- 10 luglio - Kurt Engstler, ex sciatore alpino e allenatore di sci alpino austriaco
- 10 luglio - José Soroa, ex calciatore uruguaiano
- 10 luglio - Suzuki Izumi, scrittrice, modella e attrice giapponese († 1986)
- 10 luglio - Guido Tosi, biologo, zoologo e divulgatore scientifico italiano († 2011)
- 11 luglio - Alfredo Chinetti, ex ciclista su strada italiano
- 11 luglio - Daniele Del Giudice, scrittore italiano († 2021)
- 11 luglio - Émerson Leão, ex calciatore e allenatore di calcio brasiliano
- 11 luglio - Miikka Toivola, allenatore di calcio e calciatore finlandese († 2017)
- 11 luglio - Mauro Vannoni, politico italiano
- 11 luglio - Leslie Voltaire, politico haitiano
- 12 luglio - Rachid Benhadj, regista cinematografico e sceneggiatore algerino
- 12 luglio - Jean-François Bonhème, ex lunghista francese
- 12 luglio - Rick Hendrick, pilota automobilistico statunitense
- 12 luglio - Dominique Hé, fumettista francese
- 12 luglio - Pavel Lungin, regista, sceneggiatore e produttore cinematografico russo
- 12 luglio - Bernice Stegers, attrice inglese
- 13 luglio - Ramón Barea, attore e drammaturgo spagnolo
- 13 luglio - Milena Canonero, costumista italiana
- 13 luglio - Enzo Carli, giornalista, sociologo e fotografo italiano
- 13 luglio - Helena Fibingerová, ex pesista cecoslovacca
- 13 luglio - Carolina Garcia-Aguilera, scrittrice statunitense
- 13 luglio - Lutz Lindemann, allenatore di calcio e ex calciatore tedesco orientale
- 13 luglio - Caterina Rochira, doppiatrice e direttrice del doppiaggio italiana
- 13 luglio - Antonio Salvadori, baritono italiano († 2006)
- 13 luglio - Alvise Vidolin, musicista italiano
- 14 luglio - Claude Aigueparses, ciclista su strada francese
- 14 luglio - Mark Boston, musicista statunitense
- 14 luglio - Graydon Carter, giornalista e attore canadese
- 14 luglio - Tommy Mottola, produttore discografico statunitense
- 14 luglio - Toyokazu Nomura, ex judoka giapponese
- 14 luglio - Hans Rickman, astronomo svedese
- 14 luglio - Zhang Weiping, ex cestista cinese
- 15 luglio - Mohammed bin Rashid Al Maktum, sovrano, politico e imprenditore emiratino
- 15 luglio - Carl Bildt, politico e diplomatico svedese
- 15 luglio - Günter Figal, filosofo tedesco († 2024)
- 15 luglio - Lin Gamble, ex cestista statunitense
- 15 luglio - Jimmy Hibbert, scrittore, attore e doppiatore inglese
- 15 luglio - Trevor Horn, cantante, bassista e tastierista britannico
- 15 luglio - Peter Navarro, economista e funzionario statunitense
- 15 luglio - Egon Rusina, pittore e illustratore italiano
- 16 luglio - Awanagana, musicista, conduttore radiofonico e conduttore televisivo italiano
- 16 luglio - Franco Caroni, musicista e direttore artistico italiano († 2024)
- 16 luglio - Vincenzo Crocitti, attore italiano († 2010)
- 16 luglio - Alan Fitzgerald, bassista e tastierista statunitense
- 16 luglio - Giovanni Mattio, pittore italiano
- 16 luglio - Lisa Mazzotti, doppiatrice e direttrice del doppiaggio italiana
- 16 luglio - Sandro Pistolini, attore italiano († 2009)
- 17 luglio - Geezer Butler, bassista e compositore britannico
- 17 luglio - Chico Freeman, sassofonista statunitense
- 17 luglio - Andrej Fursenko, fisico, imprenditore e politico russo
- 17 luglio - Pantelis Nikolaou, ex calciatore greco
- 17 luglio - Bruno Pradal, attore francese († 1992)
- 17 luglio - Heinz Winkler, cuoco e imprenditore italiano († 2022)
- 17 luglio - Sumika Yamamoto, fumettista giapponese
- 18 luglio - Domenico Barrile, politico italiano
- 18 luglio - Florence Cestac, fumettista francese
- 18 luglio - Giampaolo D'Andrea, politico italiano
- 18 luglio - Jerzy Gorgoń, ex calciatore polacco
- 18 luglio - Axel Honneth, filosofo e politologo tedesco
- 18 luglio - Peter Nover, ex calciatore tedesco
- 18 luglio - Gianni Romoli, sceneggiatore e produttore cinematografico italiano
- 18 luglio - Lucio Tarquinio, politico italiano
- 18 luglio - Sandro Verzari, trombettista italiano († 2007)
- 19 luglio - Andrea Alberti, pianista, compositore e tastierista italiano
- 19 luglio - Silvio Antonellis, politico italiano
- 19 luglio - Mike Estep, ex tennista statunitense
- 19 luglio - Marcello Fiasconaro, ex mezzofondista, velocista e rugbista a 15 sudafricano
- 19 luglio - Jesús Iradier, ex cestista spagnolo
- 19 luglio - Roberto Mauri, medaglista italiano
- 19 luglio - Kgalema Motlanthe, politico sudafricano
- 19 luglio - Enzo Paolo Turchi, ballerino, coreografo e personaggio televisivo italiano
- 19 luglio - Aleš Čerin, politico e imprenditore sloveno
- 20 luglio - Lollo Franco, attore, regista teatrale e scenografo italiano
- 20 luglio - Vittoria Franco, politica e filosofa italiana
- 20 luglio - Kanpei Hazama, attore giapponese
- 20 luglio - Howard Morrison, giudice britannico
- 20 luglio - Roberto Primus, ex fondista italiano
- 21 luglio - Miriam Cahn, artista e pittrice svizzera
- 21 luglio - Gianni Ciardo, attore, cabarettista e musicista italiano
- 21 luglio - Christina Hart, attrice statunitense
- 21 luglio - Mikko Koskinen, ex cestista e allenatore di pallacanestro finlandese
- 21 luglio - Anri Kulev, animatore e grafico bulgaro
- 21 luglio - Jean-Baptiste Mondino, fotografo, regista e pubblicitario francese
- 21 luglio - Naoki Murata, judoka e scrittore giapponese († 2020)
- 21 luglio - Marco Nanni, bassista italiano
- 21 luglio - Reimar Oltmanns, giornalista e scrittore tedesco
- 21 luglio - Franco Simone, cantautore e autore televisivo italiano
- 21 luglio - Ljudmila Smirnova, ex pattinatrice artistica su ghiaccio sovietica
- 22 luglio - Ab Gritter, calciatore e allenatore di calcio olandese († 2008)
- 22 luglio - Florence Lacey, attrice e contralto statunitense
- 22 luglio - Claudio Macciò, ex calciatore italiano
- 22 luglio - Antonio Marangolo, compositore, sassofonista e arrangiatore italiano
- 22 luglio - Alan Menken, compositore, pianista e direttore d'orchestra statunitense
- 22 luglio - Valerio Morucci, ex brigatista italiano
- 22 luglio - Olle Schmidt, politico svedese
- 22 luglio - Óscar Varona, ex cestista cubano
- 22 luglio - Lasse Virén, ex mezzofondista, ex maratoneta e politico finlandese
- 22 luglio - Ninoslav Zec, ex calciatore serbo
- 23 luglio - Carol Bollinger, ex cestista statunitense
- 23 luglio - Carlos Bonell, chitarrista inglese
- 23 luglio - John Partridge, batterista, cantante e compositore britannico
- 24 luglio - Kiki Cutter, ex sciatrice alpina statunitense
- 24 luglio - John Ferris, nuotatore statunitense († 2020)
- 24 luglio - Marek Jędraszewski, arcivescovo cattolico polacco
- 24 luglio - Ol'ga Karasëva, ex ginnasta kirghisa
- 24 luglio - Josef Pirrung, calciatore tedesco († 2011)
- 24 luglio - Michael Richards, attore e produttore televisivo statunitense
- 24 luglio - Roberto Batata, calciatore brasiliano († 1976)
- 24 luglio - Joan Enric Vives i Sicília, arcivescovo cattolico spagnolo
- 25 luglio - Dave Jerden, produttore discografico e musicista statunitense († 2025)
- 25 luglio - Francis Smerecki, calciatore e allenatore di calcio francese († 2018)
- 25 luglio - Andrea Smorti, psicologo italiano
- 26 luglio - Angelo Marcello Cardani, docente italiano
- 26 luglio - Newin Chidchob, politico e imprenditore thailandese
- 26 luglio - Cronwell Jara, scrittore e poeta peruviano
- 26 luglio - Oswaldo Palavecino, calciatore argentino († 2020)
- 26 luglio - William Shepherd, ex astronauta statunitense
- 26 luglio - Thaksin Shinawatra, politico e imprenditore thailandese
- 26 luglio - Roger Taylor, polistrumentista, cantautore e compositore britannico
- 26 luglio - Jeremy Thomas, produttore cinematografico, regista e montatore britannico
- 27 luglio - Anacleto Altigieri, rugbista a 15 italiano († 2016)
- 27 luglio - Jaroslav Brabec, pesista cecoslovacco († 2018)
- 27 luglio - Maury Chaykin, attore canadese († 2010)
- 27 luglio - Jorge Insfrán, ex calciatore paraguaiano
- 27 luglio - Jim Jones, ex hockeista su ghiaccio canadese
- 27 luglio - Aurelio Juri, politico e giornalista sloveno
- 27 luglio - Mario Martín, attore spagnolo
- 27 luglio - Maureen McGovern, cantante e attrice statunitense
- 28 luglio - Vida Blue, giocatore di baseball statunitense († 2023)
- 28 luglio - Nicola Crisci, politico italiano
- 28 luglio - Vittorio Curtoni, scrittore di fantascienza e traduttore italiano († 2011)
- 28 luglio - Jorge D'Alessandro, allenatore di calcio e ex calciatore argentino
- 28 luglio - Corrado De Concini, matematico italiano
- 28 luglio - Carolyn Dornak, ex cestista statunitense
- 28 luglio - Marco Ferradini, cantautore italiano
- 28 luglio - Giulio Fona, ex hockeista su pista italiano
- 28 luglio - Simon Kirke, batterista britannico
- 28 luglio - Celso Mendieta, ex calciatore paraguaiano
- 28 luglio - Jürgen Rosenthal, batterista tedesco
- 28 luglio - Milady Tack-Fang, ex schermitrice cubana
- 28 luglio - Rik Van Linden, ex ciclista su strada, pistard e ciclocrossista belga
- 28 luglio - Randall Wallace, sceneggiatore, regista e produttore cinematografico statunitense
- 28 luglio - Maria da Belém Roseira, politica portoghese
- 29 luglio - Leslie Easterbrook, attrice statunitense
- 29 luglio - Valeria Fedeli, politica e sindacalista italiana
- 29 luglio - Jamil Mahuad, politico ecuadoriano
- 29 luglio - Sergio Martini, alpinista italiano
- 29 luglio - Attilio Mastino, storico, epigrafista e saggista italiano
- 29 luglio - Henry Puna, politico cookese
- 29 luglio - Marilyn Quayle, avvocato e romanziera statunitense
- 29 luglio - Michael Turner, cosmologo statunitense
- 29 luglio - Bernardo Álvarez Afonso, vescovo cattolico spagnolo
- 30 luglio - Luciano Azzolini, politico italiano
- 30 luglio - Flávio Galvão, attore e doppiatore brasiliano
- 30 luglio - Javad Ghorab, ex calciatore iraniano
- 30 luglio - Bill Hobbs, canottiere statunitense († 2020)
- 30 luglio - Mauro Viviani, allenatore di calcio e ex calciatore italiano
- 30 luglio - Torrance Fleischmann, cavallerizza statunitense
- 30 luglio - Dwight White, giocatore di football americano statunitense († 2008)
- 31 luglio - Mark Buntzman, regista, sceneggiatore e attore statunitense († 2018)
- 31 luglio - Kristina Carlson, scrittrice finlandese
- 31 luglio - Mike Jackson, ex cestista statunitense
- 31 luglio - Valeriu Muravschi, politico moldavo († 2020)
- 31 luglio - Mark O'Brien, poeta, giornalista e attivista statunitense († 1999)
- 31 luglio - Engelhard Pargätzi, ex sciatore alpino svizzero
- 31 luglio - Brian Turner, allenatore di calcio e ex calciatore neozelandese
- 31 luglio - Rafael Zornoza Boy, vescovo cattolico spagnolo